# Kanton Le Plessis-Robinson
Der Kanton Le Plessis-Robinson war von 1967 bis 2015 ein französischer Wahlkreis im Arrondissement Antony, im Département Hauts-de-Seine und in der Region Île-de-France. Sein Hauptort war Le Plessis-Robinson.

## Gemeinden
Der Kanton Le Plessis-Robinson umfasste die Gemeinde Le Plessis-Robinson sowie den südlichen Teil der Gemeinde Clamart (angegeben ist hier die Gesamteinwohnerzahl. Im Kanton lebten etwa 19.500 Einwohner Clamarts). Der übrige Teil befand sich im Kanton Clamart.
| Gemeinde            | Einwohner Jahr | Fläche km² | Bevölkerungsdichte | Code INSEE | Postleitzahl |
| ------------------- | -------------- | ---------- | ------------------ | ---------- | ------------ |
| Clamart             | 52.203 (2013)  | –          | – Einw./km²        | 92023      | 92140        |
| Le Plessis-Robinson | 28.500 (2013)  | 3,43       | 8309 Einw./km²     | 92060      | 92350        |